# Distriktshuset
Distriktshuset er betegnelsen for de bygninger, der huser DR's regionalradioer på Fyn, i Aalborg samt frem til udgangen af 2006 også Kanal 94 i Vejle.
Distriktshuset er tegnet af arkitekten Mogens Boertmann for Vilhelm Lauritzen A/S, der også stod for Radiohuset, TV-Byen og en del af DR Byen.
Beslutningen om at designe et færdigt koncepthus til regionalradioerne, blev truffet af Radiorådet den 7. oktober 1980. Husene er opført op mod 1983. De er designet således, at de kan udvides i etaper til eksempelvis tv-produktion, eller til flere radioopgaver.

## Udvidelsesmuligheder
I sin grundform er distrikstshusene på 2600 etage-m². Med udvidelse kan de blive helt op til 7500 m² med de foreslåede udvidelser. Ingen af de tre huse er dog blevet udvidet, hvorfor de alle kun er nået til første etape – og der bliver de formentlig. Ændringer i regionalradiostrukturen betød, at DR i Vejle fik nye lokaler fra 2007. Distriktshuset blev for stort, da man oprustede nabodistrikterne. Distrikshuset i Vejle er solgt og Kanal 94 har fået nye lokaler i det nyopførte Facetten i Vejle. Samtidig ændrede stationen navn til P4 Trekanten. 
Med tiden har pladskravene til tekniske installationer, maskineri m.v. ændret sig i en grad, så det formentlig ikke er nødvendigt at udvide særlig meget i de endnu fungerende distriktshuse, selvom det måtte blive aktuelt med mere tv-afvikling fra distrikterne på Fyn og i Nordjylland.
I sin grundform er huset designet med et facadeparti, der løber mod venstre over til kontorbåndet. Langs med facaden ligger redaktionssekretariatet. Og mod højre ligger studiefløjen. 
Oprindelig var der et stort afviklingsstudie ud mod hovedindgangen og i samme fløj modsat hovedindgangen var yderligere et afviklingsstudie. I dag har faggrænserne og udsendelsestyperne i nogen grad ændret sig, ligesom håndteringen af afvikling generelt er blevet lettere. Derfor er der bygget om, så man nu har flere studier, der til gengæld er betjent at studieværten selv.
Til højre for studiefoyeren ligger værksted og garage. Huset er overalt designet, så der virker lyst og indbydende. Indgangspartiet er gjort luftigt ved at rejse en tømmerkonstruktion udformet som en trekant. Dermed er der blevet højere til loftet i indgangsfoyeren. 
Hvad angår kontorer og toiletter, er der også tænkt i lys og rumfornemmelse idet væggen ender i glas inden loftet, så man fornemmer større rummelighed.

## Adresser
Distriktshusene ligger følgende steder:
DR Nordjylland
Fredrik Bajers Vej 9
9220 Aalborg Ø
DR Fyn
Lille Tornbjerg Vej 10
5220 Odense SØ
Fra 2007 ikke længere regionalradio
Karl Bjarnhofs Vej 2
7120 Vejle Ø